# Mesjid Meuraksa
Mesjid Meuraksa is een bestuurslaag in het regentschap Lhokseumawe van de provincie Atjeh, Indonesië. Mesjid Meuraksa telt 692 inwoners (volkstelling 2010).